# Tour du Chiapas
Le Tour du Chiapas (en espagnol : Vuelta Ciclista Chiapas) est une course cycliste par étapes disputée au Mexique. De 2008 à 2009, il fait partie de l'UCI America Tour en catégorie 2.2. En 2010, il ne fait plus partie du calendrier de l'UCI.

## Palmarès
| Année | Vainqueur       | Deuxième        | Troisième             |
| ----- | --------------- | --------------- | --------------------- |
| 2008  | Gregorio Ladino | Omar Cervantes  | Carlos López González |
| 2009  | Libardo Niño    | Gregorio Ladino | Víctor Niño           |
| 2010  | Mauricio Neisa  | Florencio Ramos | Jahir Pérez           |
| 2011  | Iván Casas      | Víctor Muga     | Yeison Delgado        |